# 코피아포현
코피아포현(스페인어: Provincia de Copiapó)은 칠레 아타카마 주를 구성하는 3개의 현 가운데 하나로 현도는 코피아포이며 면적은 32,538.5km2, 인구는 183,973명(2002년 기준), 인구 밀도는 5.7명/km2이다.